# Xã O'Fallon, Quận St. Clair, Illinois
Xã O'Fallon (tiếng Anh: O'Fallon Township) là một xã thuộc quận St. Clair, tiểu bang Illinois, Hoa Kỳ. Năm 2010, dân số của xã này là 26.053 người.